# تکولنستون
تکولنستون (به انگلیسی: Tacolneston) یک روستا و محله مدنی در بریتانیا است که در نورفولک جنوبی واقع شده‌است. تکولنستون ۶٫۴۵ کیلومتر مربع مساحت و ۸۲۵ نفر جمعیت دارد.